# Sofiabad
Sofīābād o Safīābād (farsi صفی‌آباد) è una città dello shahrestān di Esfarayen, circoscrizione di Bam e Sofiabad, nella provincia del Khorasan settentrionale. Aveva, nel 2006, una popolazione di 3.047 abitanti. 